# Velma Pollard
Pour les articles homonymes, voir Pollard.
Velma Pollard, née le 26 mars 1937 et morte le 1er février 2025, est une poétesse et écrivaine jamaïcaine d’expression anglaise. Parmi ses œuvres les plus remarquables figurent Shame Trees Don't Grow Here (1991) et Leaving Traces (2007). Elle est connue pour les manières mélodieuses et expressives de son travail. Elle est la sœur d'Erna Brodber.

## Biographie
Velma Pollard est née en 1937 d'un fermier et professeur d'école à Woodside, dans la paroisse de Saint Mary en Jamaïque. Velma Pollard et sa sœur Erna ont exprimé leur intérêt pour les arts à un jeune âge. Pollard a fréquenté l'école secondaire Excelsior à Kingston, en Jamaïque. Elle a ensuite fréquenté l'université des Indes occidentales. Elle détient une maîtrise en anglais et en éducation de l'université Columbia et de l'université McGill, respectivement. 
Son intérêt pour l'écriture a commencé à un âge précoce. A sept ans, elle remporte son premier prix de poème. Ce n'est qu'en 1975 qu'elle a hâte de voir son travail publié[pas clair]. Elle a envoyé son travail dans diverses revues, dont le Jamaica Journal. Depuis 1988, son travail a été publié dans plusieurs médias, dont The Women's Press et Canoe Press . Elle a publié plusieurs anthologies et cinq livres de poésie. Son roman Karl a remporté le prix littéraire Casa de las Americas en 1992. Depuis sa retraite, Pollard est à l'université des Indes occidentales comme maître de conférences. 
Pollard a longuement étudié les langues créoles des Caraïbes anglophones. Elle a trouvé l'inspiration pour sa poésie dans ce domaine de recherche.

## Travaux
L'éducation de Pollard dans une communauté rurale a eu une forte influence sur ses écrits. Son travail présente souvent la nostalgie de la campagne et un ton philosophique fort. La façon dont elle récite son travail reflète la fermeté et la richesse de son écriture. Sa poésie reflète souvent la modernité en contraste avec les modes de vie plus lents du passé. En 2013, Pollard a publié un recueil de poèmes intitulé And Caret Bay Again: New and Selected Poems. Cette collection présente son style d'écriture plein d'esprit ainsi que sa capacité à maintenir l'intérêt de son public.